# Jasmine Barker
Jasmine „Jazzie” Barker (ur. 6 maja 1986) – kanadyjska zapaśniczka walcząca w stylu wolnym. Srebrna medalistka mistrzostw panamerykańskich w 2015. Trzecia na akademickich MŚ w 2010 i na mistrzostwach Wspólnoty Narodów w 2009. Zawodniczka Uniwersytetu Calgary.